# Football League Cup 2008/09
De Football League Cup 2008/09, ook bekend als de Carling Cup door de sponsorovereenkomst met bierproducent Carling, was de 49ste editie van de League Cup. De winnaar plaatste zich voor de derde kwalificatieronde van de UEFA Europa League 2009-10. De winnaar was Tottenham Hotspur dat Chelsea versloeg in de vorige editie van de League Cup. In totaal deden 92 clubteams mee aan het toernooi.

## Eerste ronde
De wedstrijden werden gespeeld in de week van 11 augustus 2008
| #                                                                    | Thuis                   | Uitslag1 | Bezoekers          | Toeschouwers |
| -------------------------------------------------------------------- | ----------------------- | -------- | ------------------ | ------------ |
| 1                                                                    | Preston North End       | 2 – 0    | Chesterfield       | 5,150        |
| 2                                                                    | Chester City            | 2 – 5    | Leeds United       | 3,644        |
| 3                                                                    | Leicester City          | 1 – 0    | Stockport County   | 7,386        |
| 4                                                                    | Sheffield United        | 3 – 1    | Port Vale          | 7,694        |
| 5                                                                    | Grimsby Town            | 2 – 0    | Tranmere Rovers    | 1,858        |
| 6                                                                    | Crewe Alexandra         | 2 – 0    | Barnsley           | 2,492        |
| 7                                                                    | Hartlepool United       | 3 – 0    | Scunthorpe United  | 2,076        |
| 8                                                                    | Derby County            | 1 – 1    | Lincoln City       | 10,091       |
| Derby County wint met 3-1 na extra tijd                              |                         |          |                    |              |
| 9                                                                    | Notts County            | 0 – 0    | Doncaster Rovers   | 3,272        |
| Notts County wint met 1-0 na extra tijd                              |                         |          |                    |              |
| 10                                                                   | Sheffield Wednesday     | 1 – 1    | Rotherham United   | 16,298       |
| 2 – 2 na extra tijd — Rotherham United wint met 5-3 na strafschoppen |                         |          |                    |              |
| 11                                                                   | Shrewsbury Town         | 0 – 1    | Carlisle United    | 3,337        |
| 12                                                                   | Wolverhampton Wanderers | 1 – 1    | Accrington Stanley | 9,424        |
| Wolverhampton Wanderers wint met 3-2 na extra tijd                   |                         |          |                    |              |
| 13                                                                   | Bury                    | 0 – 2    | Burnley            | 4,276        |
| 14                                                                   | Rochdale                | 0 – 0    | Oldham Athletic    | 5,786        |
| 0 – 0 na extra tijd — Oldham Athletic wint met 4-1 na strafschoppen  |                         |          |                    |              |
| 15                                                                   | Nottingham Forest       | 4 – 0    | Morecambe          | 4,030        |
| 16                                                                   | Huddersfield Town       | 4 – 0    | Bradford City      | 8,932        |
| 17                                                                   | Macclesfield Town       | 2 – 0    | Blackpool          | 1,631        |
| 18                                                                   | Walsall                 | 1 – 2    | Darlington         | 2,702        |

| #                                          | Thuis                  | Uitslag1 | Bezoekers           | Toeschouwers |
| ------------------------------------------ | ---------------------- | -------- | ------------------- | ------------ |
| 1                                          | Coventry City          | 3 – 1    | Aldershot Town      | 9,293        |
| 2                                          | Milton Keynes Dons     | 1 – 0    | Norwich City        | 6,261        |
| 3                                          | Wycombe Wanderers      | 0 – 4    | Birmingham City     | 2,735        |
| 4                                          | Brighton & Hove Albion | 4 – 0    | Barnet              | 2,571        |
| 5                                          | Gillingham             | 0 – 1    | Colchester United   | 2,566        |
| 6                                          | Southend United        | 0 – 0    | Cheltenham Town     | 2,998        |
| Cheltenham Town wint met 1-0 na extra tijd |                        |          |                     |              |
| 7                                          | Swansea City           | 2 – 0    | Brentford           | 5,366        |
| 8                                          | Luton Town             | 2 – 0    | Plymouth Argyle     | 2,682        |
| 9                                          | Exeter City            | 1 – 3    | Southampton         | 6,471        |
| 10                                         | Watford                | 1 – 0    | Bristol Rovers      | 5,574        |
| 11                                         | AFC Bournemouth        | 1 – 2    | Cardiff City        | 3,399        |
| 12                                         | Bristol City           | 2 – 1    | Peterborough United | 5,684        |
| 13                                         | Charlton Athletic      | 0 – 1    | Yeovil Town         | 6,239        |
| 14                                         | Millwall               | 0 – 1    | Northampton Town    | 3,525        |
| 15                                         | Swindon Town           | 2 – 3    | Queens Park Rangers | 7,230        |
| 16                                         | Crystal Palace         | 2 – 1    | Hereford United     | 3,094        |
| 17                                         | Dagenham & Redbridge   | 1 – 2    | Reading             | 2,360        |
| 18                                         | Ipswich Town           | 4 – 1    | Leyton Orient       | 10,477       |

1 Stand na 90 minuten

## Tweede ronde
De wedstrijden werden gespeeld in de week van 25 augustus 2008
| #                                                                             | Thuis                  | Uitslag1 | Bezoekers               | Toeschouwers |
| ----------------------------------------------------------------------------- | ---------------------- | -------- | ----------------------- | ------------ |
| 1                                                                             | Ipswich Town           | 2 – 1    | Colchester United       | 17,084       |
| 2                                                                             | Coventry City          | 2 – 2    | Newcastle United        | 19,249       |
| Newcastle United wint met 3-2 na extra tijd                                   |                        |          |                         |              |
| 3                                                                             | Hartlepool United      | 1 – 1    | West Bromwich Albion    | 3,387        |
| Hartlepool United wint met 3-1 na extra tijd                                  |                        |          |                         |              |
| 4                                                                             | West Ham United        | 1 – 1    | Macclesfield Town       | 10,055       |
| West Ham United wint met 4-1 na extra tijd                                    |                        |          |                         |              |
| 5                                                                             | Huddersfield Town      | 1 – 2    | Sheffield United        | 15,189       |
| 6                                                                             | Cardiff City           | 2 – 1    | Milton Keynes Dons      | 6,334        |
| 7                                                                             | Swansea City           | 1 – 1    | Hull City               | 8,622        |
| Swansea City wint met 2-1 na extra tijd                                       |                        |          |                         |              |
| 8                                                                             | Rotherham United       | 0 – 0    | Wolverhampton Wanderers | 5,404        |
| 0 – 0 na extra tijd – Rotherham United wint met 4-3 na strafschoppen          |                        |          |                         |              |
| 9                                                                             | Brighton & Hove Albion | 1 – 1    | Manchester City         | 8,729        |
| 2 – 2 after extra time – Brighton & Hove Albion wint met 5-3 na strafschoppen |                        |          |                         |              |
| 10                                                                            | Reading                | 5 – 1    | Luton Town              | 7,498        |
| 11                                                                            | Blackburn Rovers       | 4 – 1    | Grimsby Town            | 8,379        |
| 12                                                                            | Wigan Athletic         | 4 – 0    | Notts County            | 4,100        |
| 13                                                                            | Leeds United           | 4 – 0    | Crystal Palace          | 10,765       |
| 14                                                                            | Crewe Alexandra        | 2 – 1    | Bristol City            | 3,227        |
| 15                                                                            | Middlesbrough          | 5 – 1    | Yeovil Town             | 15,651       |
| 16                                                                            | Fulham                 | 3 – 2    | Leicester City          | 7,584        |
| 17                                                                            | Queens Park Rangers    | 4 – 0    | Carlisle United         | 8,021        |
| 18                                                                            | Nottingham Forest      | 1 – 1    | Sunderland              | 9,198        |
| Sunderland wint met 2-1 na extra tijd                                         |                        |          |                         |              |
| 19                                                                            | Burnley                | 3 – 0    | Oldham Athletic         | 5,528        |
| 20                                                                            | Southampton            | 2 – 0    | Birmingham City         | 11,331       |
| 21                                                                            | Bolton Wanderers       | 1 – 2    | Northampton Town        | 7,136        |
| 22                                                                            | Watford                | 1 – 1    | Darlington              | 5,236        |
| Watford wint met 2-1 na extra tijd                                            |                        |          |                         |              |
| 23                                                                            | Preston North End      | 0 – 1    | Derby County            | 8,037        |
| 24                                                                            | Cheltenham Town        | 2 – 3    | Stoke City              | 3,600        |

1 Stand na 90 minuten

## Derde ronde
De wedstrijden werden gespeeld op 23 en 24 september 2008
| #                                                              | Thuis                  | Uitslag1 | Bezoekers           | Toeschouwers |
| -------------------------------------------------------------- | ---------------------- | -------- | ------------------- | ------------ |
| 1                                                              | Arsenal                | 6 – 0    | Sheffield United    | 56,632       |
| 2                                                              | Brighton & Hove Albion | 1 – 4    | Derby County        | 6,625        |
| 3                                                              | Burnley                | 1 – 0    | Fulham              | 7,119        |
| 4                                                              | Portsmouth             | 0 – 4    | Chelsea             | 15,339       |
| 5                                                              | Blackburn Rovers       | 1 – 0    | Everton             | 14,366       |
| 6                                                              | Rotherham United       | 3 – 1    | Southampton         | 5,147        |
| 7                                                              | Swansea City           | 1 – 0    | Cardiff City        | 17,411       |
| 8                                                              | Ipswich Town           | 1 – 4    | Wigan Athletic      | 13,803       |
| 9                                                              | Stoke City             | 2 – 2    | Reading             | 9,141        |
| 2 – 2 na extra tijd — Stoke City wint met 4-3 na strafschoppen |                        |          |                     |              |
| 10                                                             | Leeds United           | 3 – 2    | Hartlepool United   | 14,599       |
| 11                                                             | Watford                | 1 – 0    | West Ham United     | 12,914       |
| 12                                                             | Manchester United      | 3 – 1    | Middlesbrough       | 53,729       |
| 13                                                             | Liverpool              | 2 – 1    | Crewe Alexandra     | 28,591       |
| 14                                                             | Aston Villa            | 0 – 1    | Queens Park Rangers | 21,541       |
| 15                                                             | Sunderland             | 2 – 2    | Northampton Town    | 21,082       |
| 2 – 2 na extra tijd — Sunderland wint met 4-3 na strafschoppen |                        |          |                     |              |
| 16                                                             | Newcastle United       | 1 – 2    | Tottenham Hotspur   | 20,577       |

1 Uitslag na 90 minuten

## Vierde ronde
De loting voor de vierde ronde werd gehouden op zaterdag 27 september 2008 terwijl de wedstrijden in de week van 10 november werden gespeeld.
| #                                                           | Thuis             | Uitslag1 | Bezoekers           | Toeschouwers |
| ----------------------------------------------------------- | ----------------- | -------- | ------------------- | ------------ |
| 1                                                           | Sunderland        | 1 – 2    | Blackburn Rovers    | 18,555       |
| 2                                                           | Arsenal           | 3 – 0    | Wigan Athletic      | 59,665       |
| 3                                                           | Chelsea           | 1 – 1    | Burnley             | 41,369       |
| 1 – 1 na extra tijd — Burnley wint met 5-4 na strafschoppen |                   |          |                     |              |
| 4                                                           | Swansea City      | 0 – 1    | Watford             | 9,549        |
| 5                                                           | Manchester United | 1 – 0    | Queens Park Rangers | 62,539       |
| 6                                                           | Stoke City        | 2 – 0    | Rotherham United    | 15,458       |
| 7                                                           | Derby County      | 2 – 1    | Leeds United        | 18,540       |
| 8                                                           | Tottenham Hotspur | 4 – 2    | Liverpool           | 33,242       |

1 Stand na 90 minuten

## Kwartfinales
De loting voor de vijfde ronde zal worden gehouden op zaterdag 15 november 2008 terwijl de wedstrijden in de week van 1 december 2008 zal worden gespeeld.
|                       |                                      |        |         |                                                                        |
| 2 december 2008 19:45 | Burnley                              | 2 – 0  | Arsenal | Turf Moor, Burnley Toeschouwers: 19.405 Scheidsrechter: Andre Marriner |
| 2 december 2008 19:45 | Kevin McDonald 6' Kevin McDonald 57' | Report |         | Turf Moor, Burnley Toeschouwers: 19.405 Scheidsrechter: Andre Marriner |

|                       |            |        |                             |                                                                                   |
| 2 december 2008 19:45 | Stoke City | 0 – 1  | Derby County                | Britannia Stadium, Stoke-on-Trent Toeschouwers: 22.034 Scheidsrechter: Rob Styles |
| 2 december 2008 19:45 |            | Report | 90' (pen.) Nathan Ellington | Britannia Stadium, Stoke-on-Trent Toeschouwers: 22.034 Scheidsrechter: Rob Styles |

|                       |                   |        |                                                   |                                                                       |
| 3 december 2008 19:45 | Watford           | 1 – 2  | Tottenham Hotspur                                 | Vicarage Road, Watford Toeschouwers: 16.501 Scheidsrechter: Phil Dowd |
| 3 december 2008 19:45 | Tamás Priskin 13' | Report | 45+2' (pen.) Roman Pavljoetsjenko 76' Darren Bent | Vicarage Road, Watford Toeschouwers: 16.501 Scheidsrechter: Phil Dowd |

|                       |                                                                                       |        |                                                             |                                                                          |
| 3 december 2008 20:00 | Manchester United                                                                     | 5 – 3  | Blackburn Rovers                                            | Old Trafford, Manchester Toeschouwers: 53.997 Scheidsrechter: Alan Wiley |
| 3 december 2008 20:00 | Carlos Tévez 35' Nani 40' Carlos Tévez 50' (pen.) Carlos Tévez 54' Carlos Tévez 90+4' | Report | 48' Benni McCarthy 84' Matt Derbyshire 90+2' Benni McCarthy | Old Trafford, Manchester Toeschouwers: 53.997 Scheidsrechter: Alan Wiley |

## Halve finale
De loting voor de halve finale werd gehouden op zaterdag 6 december, terwijl heenwedstrijden worden gespeeld op dinsdag 6 januari en woensdag 7 januari en de returns op dinsdag 20 januari en woensdag 21 januari.

### 1ste wedstrijd
|                      |                                                                                      |         |                     |                                                                              |
| 6 januari 2009 20:00 | Tottenham Hotspur                                                                    | 4 – 1   | Burnley             | White Hart Lane, Londen Toeschouwers: 31.377 Scheidsrechter: Martin Atkinson |
| 6 januari 2009 20:00 | Michael Dawson 46' Jamie O'Hara 52' Roman Pavljoetsjenko 65' Michael Duff 68' (e.d.) | Verslag | 15' Martin Paterson | White Hart Lane, Londen Toeschouwers: 31.377 Scheidsrechter: Martin Atkinson |

|                      |                  |         |                   |                                                                  |
| 7 januari 2009 19:45 | Derby County     | 1 – 0   | Manchester United | Pride Park, Derby Toeschouwers: 30.194 Scheidsrechter: Phil Dowd |
| 7 januari 2009 19:45 | Kris Commons 30' | Verslag |                   | Pride Park, Derby Toeschouwers: 30.194 Scheidsrechter: Phil Dowd |

### Returns
|                           |                                                             |         |                                            |                                                                         |
| 20 januari 2009 20:00 UTC | Manchester United                                           | 4 – 2   | Derby County                               | Old Trafford, Manchester Toeschouwers: 73.374 Scheidsrechter: Mike Dean |
| 20 januari 2009 20:00 UTC | Nani 16' John O'Shea 22' Carlos Tévez 34' Ronaldo 87' (pen) | Verslag | 79' (pen.) Giles Barnes 90+1' Giles Barnes | Old Trafford, Manchester Toeschouwers: 73.374 Scheidsrechter: Mike Dean |

|                           |                                                     |            |                                              |                                                                     |
| 21 januari 2009 19:45 UTC | Burnley                                             | 3 – 2 (nv) | Tottenham Hotspur                            | Turf Moor, Burnley Toeschouwers: 19.553 Scheidsrechter: Mark Halsey |
| 21 januari 2009 19:45 UTC | Robbie Blake 33' Chris McCann 73' Jay Rodriguez 88' | Verslag    | 118' Roman Pavljoetsjenko 120' Jermain Defoe | Turf Moor, Burnley Toeschouwers: 19.553 Scheidsrechter: Mark Halsey |

## Finale
|                        |                                                    |            |                                           |                                                                        |
| 1 maart 2009 16:00 uur | Manchester United                                  | 0 – 0 (nv) | Tottenham Hotspur                         | Wembley Stadium, Londen Toeschouwers: 88.217 Scheidsrechter: Chris Foy |
| 1 maart 2009 16:00 uur |                                                    |            |                                           | Wembley Stadium, Londen Toeschouwers: 88.217 Scheidsrechter: Chris Foy |
| 1 maart 2009 16:00 uur | Strafschoppen                                      |            |                                           | Wembley Stadium, Londen Toeschouwers: 88.217 Scheidsrechter: Chris Foy |
| 1 maart 2009 16:00 uur | Ryan Giggs Carlos Tévez Cristiano Ronaldo Anderson | 4 – 1      | Jamie O'Hara Vedran Ćorluka David Bentley | Wembley Stadium, Londen Toeschouwers: 88.217 Scheidsrechter: Chris Foy |